# Quánjiāo Xiàn
Quánjiāo Xiàn o condado de Quánjiāo es una localidad de la ciudad-prefectura de Chuzhou en la provincia de Anhui, República Popular China, con una población censada en noviembre de 2010 de 383 885 habitantes.
Se encuentra situada en el este de la provincia, cerca de la frontera con la provincia de Jiangsu y con su capital, Nankín.